# Cavariella cicutae
Cavariella cicutae är en insektsart som först beskrevs av Koch 1854.  Cavariella cicutae ingår i släktet Cavariella och familjen långrörsbladlöss. Inga underarter finns listade i Catalogue of Life.